# Kae Nishina
Kae Nishina (仁科 賀恵 Nishina Kae?,  nacido el 7 de diciembre de 1972) es una exfutbolista japonesa que jugaba como defensa.
Nishina jugó 46 veces y marcó 2 goles para la selección femenina de fútbol de Japón entre 1995 y 2000. Nishina fue elegida para integrar la selección nacional de Japón para los Copa Mundial Femenina de Fútbol de 1995, 1999 y Juegos Olímpicos de Verano de 1996.

## Trayectoria

### Clubes
| Club            | País  | Año  |
| --------------- | ----- | ---- |
| Iga FC Kunoichi | Japón | ???? |

### Selección nacional
| Selección | País  | Año         |
| --------- | ----- | ----------- |
| Absoluta  | Japón | 1995 - 2000 |

## Estadística de equipo nacional
| Selección femenina de fútbol de Japón | Selección femenina de fútbol de Japón | Selección femenina de fútbol de Japón |
| Año                                   | Partidos                              | Goles                                 |
| ------------------------------------- | ------------------------------------- | ------------------------------------- |
| 1995                                  | 9                                     | 0                                     |
| 1996                                  | 10                                    | 0                                     |
| 1997                                  | 7                                     | 1                                     |
| 1998                                  | 10                                    | 0                                     |
| 1999                                  | 6                                     | 0                                     |
| 2000                                  | 4                                     | 1                                     |
| Total                                 | 46                                    | 2                                     |